# バラノグロッスス・アウストラリエンシス
バラノグロッスス・アウストラリエンシス (Balanoglossus australiensis) は、ギボシムシ科に属する腸鰓類の一種。カーペンタリア湾、オーストラリア東岸、ニュージーランド、ソロモン海に分布する。体長は20cmほど。200 - 250mmほどの深さの砂底の巣穴に棲む。
寄生虫としてカイアシ類のUbius hilli が知られる。